# Vallonsk indvandring til Sverige
Vallonsk indvandring til Sverige skete i midten af 1600-tallet, da et par tusinde mennesker flyttede fra Liège-området for at arbejde i Louis De Geers jernværker. Vallonerne, der var fransktalende og oftest protestanter, bosatte sig især i Uppland. Vallonerne medvirkede stærkt til femdoblingen af den svenske jernproduktion i 1600-tallet.